# Granja (Mourão)
Granja ist eine Gemeinde (Freguesia) im portugiesischen Kreis (Concelho) von Mourão. In ihr leben 514 Einwohner (Stand 19. April 2021).

## Geschichte
Der Ort wurde häufig Opfer von spanischen Angriffen und Eroberungen. Bei den Plünderungen wurden auch mehrmals die Archive entwendet oder zerstört, so dass es nur unzureichende Dokumente bezüglich der Geschichte der Gemeinde gibt. Besonders während des Restaurationskrieges im 17. Jahrhundert erlitt Granja dabei starke Zerstörungen.
Vermutlich wurde der Ort bereits in der Altsteinzeit bewohnt. Der hier entlang fließende Guadiana veranlasste auch Römer und später Mauren, sich hier anzusiedeln. Die von ihnen errichteten römischen Brücken und arabischen Lüftungsschornsteine sind im Verlauf der Reconquista zerstört worden. D.Afonso Henriques und Gerald der Furchtlose kämpften hier gegen die Mauren.
Der Ort wurde im 14. Jahrhundert in die Verantwortung des Hospitalerordens gelegt, bevor er im 16. Jahrhundert an den Ritterorden von Avis kam.

## Sehenswürdigkeiten
Die oberhalb des Ortes gelegene Gemeindekirche Igreja Paroquial da Granja, besser als Igreja Paroquial de São Brás bekannt, wurde im 14. Jahrhundert errichtet. Nach mehreren Umbauten im 16., 17. und 18. Jahrhundert zeigt sie heute Merkmale sowohl des Barock, etwa an der Fassade, als auch des Rokoko, so an den Altarretabeln und in Dekormalereien im Inneren. Die Portale werden Pedro Alvarez Moniz zugeschrieben.